# Sam Claflin
Sam Claflin (Ipswich, 27 juni 1986) is een Engelse acteur die bekend is door zijn rol in Pirates of the Caribbean: On Stranger Tides als Philip Swift en als William in Snow White and the Huntsman. Ook speelt hij Finnick Odair in The Hunger Games: Catching Fire en Mockingjay Part 1 en Part 2 en Brits politicus Oswald Mosley in de serie Peaky Blinders.

## Biografie
Samuel George Claflin is geboren in Ipswich, Suffolk. Hij was de derde van vier zoons van Mark, een accountant/financieel manager, en Sue Claflin. Hij heeft twee oudere broers, Benjamin en Daniel, en een jongere broer, Joseph (ook een acteur). 
Hij studeerde aan de Costessey High School in Norwich en was lid van de Excellence for Norwich City FC school. In 2003 ging hij naar een toneelschool op Norwich City College, voordat hij naar de London Academy of Music and Dramatic Art ging.

## Carrière
Claflin maakte zijn filmdebuut in 2010, toen hij verscheen in The Pillars of the Earth als Richard en in de tv-film Any Human Heart als de jonge Logan Mountstuart. In april 2010 speelde hij Philip Swift in de in 2011 uitgebrachte Pirates of the Caribbean: On Stranger Tides.
In maart 2011, speelde hij Thomas in The Seventh Son, een verfilming van The Spook's Apprentice, maar ging eruit door onbekende redenen en werd vervangen door Ben Barnes. In april 2011, speelde hij de rol van de voetballer Duncan Edwards in United, die gecentreerd is rond de gebeurtenissen van de luchtramp in München, waarin Edwards fataal gewond raakte. Ook speelde hij William in Snow White and the Huntsman.
In mei 2012 speelde hij de hoofdrol in The Quiet Ones en drie maanden later werd bekend dat hij Finnick Odair in The Hunger Games: Catching Fire zou spelen.
In februari 2013 werd bekend dat Claflin Alex zal spelen in de verfilming van Where Rainbows End. De maand daarna speelde hij Ben in de film Mary and Martha.

## Privéleven
Claflin was vanaf 2013 getrouwd met actrice Laura Haddock, samen hebben ze een zoon en een dochter. In augustus 2019 zijn ze gescheiden.
In september 2022 maakte hij bekend een relatie te hebben met model Cassie Amato

## Filmografie
| Jaar      | Titel                                       | Rol                       | Notitie                        |
| --------- | ------------------------------------------- | ------------------------- | ------------------------------ |
| 2010      | The Pillars of the Earth                    | Richard                   | TV miniserie (8 afleveringen)  |
| 2010      | The Lost Future                             | Kaleb                     | TV film                        |
| 2010      | Any Human Heart                             | (jonge) Logan Mountstuart | TV serie (4 afleveringen)      |
| 2011      | United                                      | Duncan Edwards            | TV film                        |
| 2011      | Pirates of the Caribbean: On Stranger Tides | Philip Swift              | Film                           |
| 2012      | Snow White and the Huntsman                 | William                   | Film                           |
| 2012      | White Heat                                  | Jack                      | TV serie (6 afleveringen)      |
| 2013      | The Hunger Games: Catching Fire             | Finnick Odair             | Film                           |
| 2014      | The Quiet Ones                              | Brian McNeil              | Film                           |
| 2014      | The Hunger Games: Mockingjay - Part 1       | Finnick Odair             | Film                           |
| 2014      | Love, Rosie                                 | Alex Stewart              | Film                           |
| 2014      | The Riot Club                               | Alistair Ryle             | Film                           |
| 2015      | The Hunger Games: Mockingjay - Part 2       | Finnick Odair             | Film                           |
| 2016      | Me Before You                               | Will Traynor              | Film                           |
| 2016      | The Huntsman: Winter's War                  | William                   | Film                           |
| 2016      | Their Finest                                | Tom Buckley               | Film                           |
| 2018      | The Nightingale                             | Hawkins                   | Film                           |
| 2018      | Adrift                                      | Richard Sharp             | Film                           |
| 2019-2022 | Peaky Blinders                              | Oswald Mosley             | TV serie (11 afleveringen)     |
| 2020      | Enola Holmes                                | Mycroft Holmes            | Film                           |
| 2021      | Every Breath You Take                       | James Flagg               | Film                           |
| 2022      | Book of Love                                | Henry Copper              | Film                           |
| 2023      | Daisy Jones &The Six                        | Billy Dunne               | TV miniserie (10 afleveringen) |

- Bibsys: 1470399609344
- Biblioteca Nacional de España: XX5589331
- Bibliothèque nationale de France: cb16594039q (data)
- Gemeinsame Normdatei: 1011171058
- International Standard Name Identifier: 0000 0001 1883 8897
- Library of Congress Control Number: no2011045662
- MusicBrainz: 0f63469f-7664-4afd-88a9-612a353dc0c0
- Nationale Bibliotheek van Tsjechië: xx0203597
- Nationale Bibliotheek van Israël: 987007448029705171
- Nederlandse Thesaurus van Auteursnamen: 391028065
- Système universitaire de documentation: 186350996
- Virtual International Authority File: 169388267
- WorldCat: E39PBJxRyMtRPBrFGb9fTqyKh3